# ブラウンロー・カスト (初代ブラウンロー男爵)

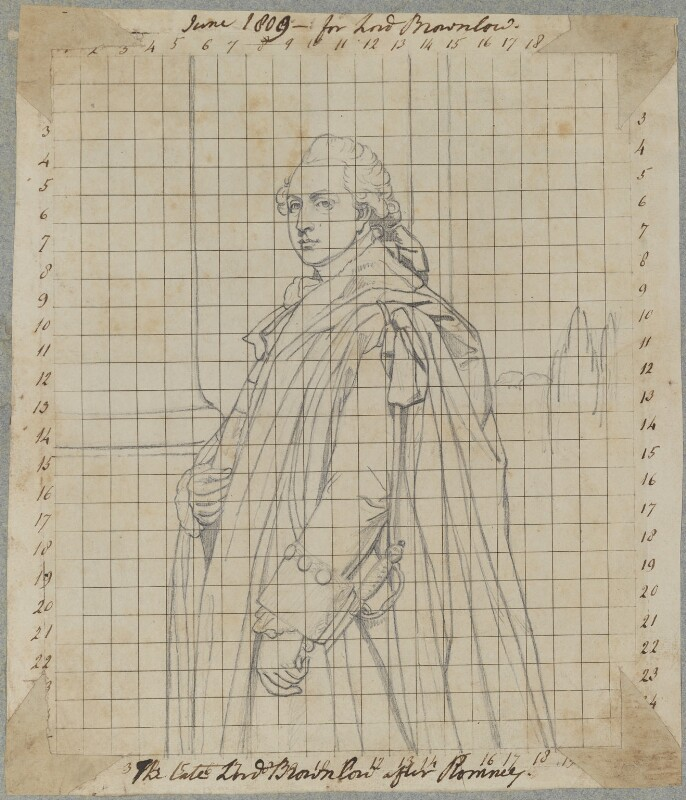
初代ブラウンロー男爵ブラウンロー・カスト。1778年の肖像画に基づく。

初代ブラウンロー男爵ブラウンロー・カスト（英語: Brownlow Cust, 1st Baron Brownlow FRS FSA、1744年12月5日 – 1807年12月25日）は、イギリスの政治家、貴族。1768年から1776年まで庶民院議員を務めた後、1776年に父の功績により男爵に叙された。

## 生涯

ベルトンの教会にある初代ブラウンロー男爵の記念碑。

第3代準男爵サー・ジョン・カストと妻エゼルドレッド（Etheldred、1775年1月27日没、旧姓ペイン（Paine）、トマス・ペインの娘）の息子として、1744年12月5日にロンドンのノーフォーク・ストリートで生まれた。1758年から1760年までイートン・カレッジで教育を受けた後、1762年10月28日にケンブリッジ大学コーパス・クリスティ・カレッジに入学、1765年にM.A.の学位を修得した。1773年7月7日、オックスフォード大学よりD.C.L.の学位を授与された。
1768年イギリス総選挙でイルチェスター選挙区から出馬して当選した。このとき、投票者がほぼ全員一致でカストに投票しており、1人だけはほかの人に投票しようとしたもののすぐに撤回したという。また、ラトランド公爵家と1議席ずつ掌握していたグランサム選挙区では1765年末に成人するとグランサムの自由市民（freeman）になり、1766年1月にグランサムの地方自治体や自由市民を盛大な晩餐会に招き、1768年1月にグランビー侯爵ジョン・マナーズ（ラトランド公爵位の推定相続人）とともに選挙活動を行った。議会では演説の記録がなく、1774年2月25日にグレンヴィル法を恒久法とする法案で離反したほかは常に与党トーリー党を支持した。1770年1月24日に父が死去すると、準男爵位を継承した。1774年イギリス総選挙ではグランサム選挙区から出馬して、無投票で当選した。
1776年5月20日、父の庶民院議長としての功績によりグレートブリテン貴族であるリンカンシャーにおけるベルトンのブラウンロー男爵に叙された。貴族院では1783年にフォックス＝ノース連立内閣を支持した。
1779年12月29日、父方の祖母アン（Anne）の遺産を継承した。
1776年6月13日、ロンドン考古協会フェローに選出された。1783年5月8日、王立協会フェローに選出された。
1807年12月25日にベルトンで死去、同地で埋葬された。息子ジョンが爵位を継承した。

## 家族
1770年10月16日、ジョコサ・キャサリナ・ドルーリー（Jocosa Katherina Drury、1749年4月19日 – 1772年2月11日、初代準男爵サー・トマス・ドルーリーの娘）と結婚、1女をもうけた。
- エゼルドレッド（Etheldred、1788年12月7日没）

1775年8月31日、フランシス・バンクス（Frances Bankes、1756年8月6日 – 1847年4月13日、サー・ヘンリー・バンクスの娘）と再婚、6男5女をもうけた。
- エリザベス（1858年没） - 生涯未婚[11]
- ルーシー（Lucy、1856年7月26日没） - 生涯未婚[11]
- メアリー（1827年没） - 生涯未婚[11]
- アン（1867年5月8日没） - 1825年、第2代準男爵サー・ウィリアム・ファウル・ミドルトンと結婚
- ジョン（1779年8月19日 – 1853年9月15日） - 第2代ブラウンロー男爵、初代ブラウンロー伯爵[10]
- ヘンリー・コケイン（英語版）（1780年9月28日 – 1861年5月19日） - 1816年6月20日、アンナ・マリア・ニーダム（Anna Maria Needham、1866年5月29日没、初代キルモリー伯爵フランシス・ニーダムの娘）と結婚、子供あり。第5代ブラウンロー男爵アデルバート・コケイン＝カストの祖父[10]
- キャサリン（Katherine、1822年没） - 生涯未婚[11]
- ウィリアム（英語版）（1787年1月23日 – 1845年3月3日） - 1819年7月8日、ソフィア・ニューナム（Sophia Newnham、1790年ごろ – 1884年1月18日、トマス・ニューナムの娘）と結婚、子供あり[10]
- ペレグリン・フランシス（英語版）（1791年8月13日 – 1873年9月15日） - 1823年10月9日、イザベラ・メアリー・モンタギュー＝スコット（Isabella Mary Montagu-Scott、1800年10月24日 – 1829年10月9日、第4代バクルー公爵チャールズ・モンタギュー＝スコットの娘）と結婚、子供あり。1833年1月15日、ソフィア・タウンゼンド（Sophia Townshend、1852年12月6日没、第2代シドニー子爵ジョン・タウンゼンド（英語版）の娘）と再婚[10]
- エドワード（英語版）（1794年3月17日 – 1878年1月14日） - 陸軍軍人、庶民院議員、初代準男爵。1821年1月11日、メアリー・アン・ブード（Mary Anne Boode、ルイス・ウィリアム・ブードの娘）と結婚、子供あり[12]